# Chiesa di Sant'Ippolito (Nizza Monferrato)
La Chiesa di Sant'Ippolito è una chiesa in Nizza Monferrato (Asti) che, esistente già nel 1297, rimase totalmente in abbandono e semidistrutta fino al XVIII secolo.

## Storia e descrizione
Incominciò ad essere visitata dai vescovi a fine XVI secolo, ma le prime relazioni parrocchiali risalgono a metà del XVII. Riedificata tra il 1750 ed il 1760, il suo interno è stato in parte modificato dalla meta del '900 da restauri e pitture. Elementi originali sono l'altare e la tela con Sant'Ippolito sulla parete absidale. Presenta due navate, più un'aggiunta, costituente una porzione di navata destra, mentre il transetto, come per altre Chiese nicesi, è ridotto al nulla, a vantaggio della sacrestia.
Il prospetto esterno della facciata è piuttosto spoglio, suddiviso in quattro sezioni dagli elementi di abbellimento.
Il portale di ingresso in legno è circondato da una cornice di marmo bianco. In alto, vi è il recente mosaico del martirio di Sant'Ippolito, squarciato da due cavalli tiranti in senso contrario, di un artista locale, sopra il quale troviamo un orologio e una lunetta con croce in pietra.
Tre sono le campate interne, scandite dalla presenza di pilastri dipinti, a base quadrata; l'area del presbiterio è separata dal resto per mezzo di una balaustra marmorea policroma. Di un certo rilievo sono una vasca per l'acqua santa, di marmo bianco, e due confessionali in legno, tutti provenienti dall'antica San Giovanni in Lanero, e datati 1476.